# Quagga
Quagga — пакет свободного программного обеспечения, поддерживающий протоколы динамической маршрутизации IP. Компьютер с установленным и сконфигурированным пакетом Quagga становится способен использовать любые из нижеследующих протоколов динамической маршрутизации:
- Routing Information Protocol (RIP): v1, v2, v3;
- Open Shortest Path First (OSPF): v2, v3;
- Border Gateway Protocol (BGP): v4;
- Intermediate System to Intermediate System (IS-IS);
- Protocol Independent Multicast (PIM, только PIM-SSM).

Пакет Quagga может быть установлен на UNIX-подобные операционные системы. Quagga — это усовершенствованная версия GNU Zebra, компьютерной программы, развитие которой остановилось в 2005 году.

## Название
Квагга (Quagga) — это подвид зебры, обитавший в южной Африке. В отличие от самого животного, истреблённого в конце XIX‐ого века, проект Quagga пережил ныне умерший проект GNU Zebra.
Последняя стабильная версия Zebra (0.95a) датирована 2005-09-08, большинство BGP маршрутизаторов, которые использовали GNU Zebra, перешли на Quagga.

## Архитектура
Quagga состоит из базового ядра (core daemon) zebra, выполняющего роль промежуточного уровня абстракции (abstraction layer) ядра ОС, и предоставляющего Zserv API клиентам по протоколу TCP. Клиентами Zserv выступают службы (демоны):
- ospfd (протокол OSPFv2);
- ripd (протокол RIP v1, V2);
- ospf6d (протокол OSPFv3 IPv6);
- ripngd (протокол RIPng IPv6);
- bgpd (протокол BGPv4+, включая поддержку multicast и IPv6));
- isisd (протокол IS-IS);
- pimd (протокол PIM, пока только PIM-SSM).

Библиотека Quagga существенно облегчает разработку дополнительных модулей, позволяя всем её службам использовать унифицированный способ конфигурации и управления.

## Проекты, использующие Quagga
Для пакета Quagga есть дополнения, которые не включены в основную ветку разработки по тем или иным причинам.

### MPLS-Linux
Проект MPLS-Linux (недоступная ссылка) несколько шире, чем та область, которую охватывает пакет Quagga, и затрагивает ещё подсистему netfilter ядра Linux.

### Babel
Проект Babel — реализация RFC 6126. Был включен в основную ветку Quagga до версии Quagga 0.99.24.1, но, позже, был исключен из-за лицензионных разногласий: в отличие от Quagga, проект Babel использует BSD-подобную лицензию.